# Live at Reading
Live at Reading är ett livealbum av grungebandet Nirvana, som släpptes i november 2009. Albumet är en kombinerad CD/DVD och innehåller material som är inspelat under Reading- och Leedsfestivalerna i England den 30 augusti 1992. Uppträdandet med låten "Lithium" hade tidigare släppts på videoalbumet Live! Tonight! Sold Out!! från 1994 och uppträdandet med "tourette's" hade tidigare släppts på livealbumet From the Muddy Banks of the Wishkah från 1996. Live at Reading nominerades 2010 i kategorin Best DVD under Shockwaves NME Awards.

## Låtlista
Alla låtar är skrivna och komponerade av Kurt Cobain, om inte annat anges. 
| Nr  | Titel                                                                                                 | Kompositör                          | Längd |
| --- | --- | ----------------------------------- | ----- |
| 1.  | Breed                                                                                                 |                                     | 2:57  |
| 2.  | Drain You                                                                                             |                                     | 3:54  |
| 3.  | Aneurysm                                                                                              | Cobain, Dave Grohl, Krist Novoselic | 4:34  |
| 4.  | School                                                                                                |                                     | 3:12  |
| 5.  | Sliver                                                                                                |                                     | 2:13  |
| 6.  | In Bloom                                                                                              |                                     | 4:33  |
| 7.  | Come as You Are                                                                                       |                                     | 3:34  |
| 8.  | Lithium                                                                                               |                                     | 4:23  |
| 9.  | About a Girl                                                                                          |                                     | 3:09  |
| 10. | tourette's                                                                                            |                                     | 1:51  |
| 11. | Polly                                                                                                 |                                     | 2:48  |
| 12. | Lounge Act                                                                                            |                                     | 3:04  |
| 13. | Smells Like Teen Spirit                                                                               | Cobain, Grohl, Novoselic            | 4:44  |
| 14. | On a Plain                                                                                            |                                     | 3:00  |
| 15. | Negative Creep                                                                                        |                                     | 2:54  |
| 16. | Been a Son                                                                                            |                                     | 3:23  |
| 17. | All Apologies                                                                                         |                                     | 3:25  |
| 18. | Blew                                                                                                  |                                     | 5:23  |
| 19. | Dumb                                                                                                  |                                     | 2:34  |
| 20. | Stay Away                                                                                             |                                     | 3:41  |
| 21. | Spank Thru                                                                                            |                                     | 3:05  |
| 22. | Love Buzz (en cover på låten med samma namn av Shocking Blue, där denna enbart är med på DVD-utgåvan) | Robbie van Leeuwen                  | 4:56  |
| 23. | The Money Will Roll Right In (en cover på låten med samma namn av Fang)                               | Tom Flynn, Chris Wilson             | 2:13  |
| 24. | D-7 (en cover på låten med samma namn av Wipers)                                                      | Greg Sage                           | 3:43  |
| 25. | Territorial Pissings                                                                                  | Cobain, Chet Powers                 | 4:30  |